# Michele Emmer
Michele Emmer (Milano, 15 settembre 1945) è un matematico e saggista italiano, vincitore del Premio Viareggio per la saggistica nel 2010 per Bolle di sapone. Tra arte e matematica.

## Biografia
È figlio del regista Luciano Emmer e fratello del regista David Emmer. In qualità di attore bambino, fu diretto dal padre, Luciano Emmer, nel film Camilla (1954), in cui recitava anche sua sorella Elisabetta. Nel 1982 realizzò Flatlandia, un film di animazione, trasponendo l'omonimo romanzo.
Titolare della cattedra di matematica all'Università degli Studi di Roma "La Sapienza", è autore e regista di pellicole cinematografiche di divulgazione scientifica. La sua carriera professionale è incentrata sulla geometria differenziale e lo studio delle superfici minime, sull'analisi funzionale e il calcolo delle variazioni. Fondamentale la sua opera di correlazione tra arte e matematica.

## Opere
- Visibili armonie. Arte, cinema, teatro e matematica, Torino, Bollati Boringhieri, 2006 ISBN 88-339-1729-0
- Bolle di sapone. Tra arte e matematica, Torino, Bollati Boringhieri, 2009 ISBN 978-88-339-2023-8
- Numeri immaginari. Cinema e matematica, Torino, Bollati Boringhieri, 2011 ISBN 978-88-339-2245-4
- Racconto matematico. Memorie impersonali con divagazioni, Torino, Bollati Boringhieri, 2019 ISBN 978-88-339-2970-5